# كوتا أمانو
كوتا أمانو (باليابانية: 天野 恒太) (22 يونيو 1987 في فوجينوميا في اليابان – )؛ هو لاعب كرة قدم ياباني سابق كان يلعب كمدافع.

## وصلات خارجية
- كوتا أمانو على موقع رابطة كرة القدم اليابانية للمحترفين (اليابانية)